# Charlie Criss
Charles Washington "Charlie" Criss jr. (Valhalla, Nueva York, 6 de noviembre de 1948) es un exjugador de baloncesto estadounidense que disputó ocho temporadas en la NBA, además de jugar en la EBA. Con 1,73 metros de estatura, jugaba en la posición de base.

## Trayectoria deportiva

### Universidad
Jugó durante tres temporadas con los Aggies de la Universidad Estatal de Nuevo México, en las que promedió 13,4 puntos y 2,4 rebotes por partido.

### Profesional
Tras no ser elegido en el Draft de la NBA de 1970, jugó en los Hartford Capitols de la CBA, donde, tras un primer año en el que apenas disputó cuatro partidos, en la temporada siguiente se convirtió en el sexto hombre del equipo, promediando 20 puntos por partido. Jugó posteriormente con los Cherry Hill Rookies y con los Scranton Apollos, con los que ganó su segunda liga, tras la conquistada con los Capitols en 1974. En sus dos últimas temporadas fue elegido mejor jugador de la liga, y finalmente incluido en el equipo del 50 aniversario de la CBA.
Jugó con los Washington Generals, el equipo que acompaña a los Harlem Globetrotters, en 1977, y en uno de los partidos de la gira lo vio Hubie Brown, entrenador de los Atlanta Hawks, quien le propuso probar con su equipo, fichando finalmente como agente libre en el mes de junio.
En los Hawks se alternó con Armond Hill en el puesto de base en su primera temporada, promediando al final 11,4 puntos y 3,8 asistencias por partido. Fue el jugador de menor estatura de toda la liga esa temporada, y además, el rookie de más edad, ya que debutó con 29 años. Permaneció cuatro temporadas más en el equipo, aunque su rendimiento no fue tan bueno como en el primer año. Mediada la temporada 1981-82 fue traspasado junto con Al Wood a los San Diego Clippers a cambio de Freeman Williams. Allí acabó la temporada como titular, promediando sus mejores registros en la NBA, 12,9 puntos y 4,0 asistencias por partido.
Tras convertirse nuevamente en agente libre, y ya con 34 años, fichó por los Milwaukee Bucks, con los que disputó una temporada como tercer base del equipo, promediando 6,2 puntos y 1,9 asistencias por encuentro. Después de ser despedido con la campaña siguiente ya comenzada, regresó a los Hawks en dos ocasiones en las dos temporadas siguientes, siempre con contratos de 10 días de duración, hasta retirarse definitivamente.

## Estadísticas de su carrera en la NBA

### Temporada regular
| Temporada | Edad | Equipo             | Liga | Pos. | P   | TIT | MIN  | TC  | TCA  | %TC  | 3P  | 3PA | %3P  | TL  | TLA | %TL   | R.OF. | R.DEF. | REB | ASIS | ROB | TAP | PER | FP  | PTS  |
| 1977-78   | 29   | Atlanta Hawks      | NBA  | PG   | 77  |     | 25.1 | 4.1 | 9.8  | .425 |     |     |      | 3.1 | 3.8 | .797  | 0.3   | 1.3    | 1.6 | 3.8  | 1.4 | 0.1 | 1.9 | 1.9 | 11.4 |
| 1978-79   | 30   | Atlanta Hawks      | NBA  | PG   | 54  |     | 16.3 | 2.0 | 5.4  | .377 |     |     |      | 1.2 | 1.6 | .779  | 0.4   | 0.8    | 1.1 | 2.6  | 0.8 | 0.1 | 1.5 | 1.3 | 5.3  |
| 1979-80   | 31   | Atlanta Hawks      | NBA  | PG   | 81  |     | 22.1 | 3.1 | 7.1  | .431 | 0.0 | 0.2 | .059 | 2.1 | 2.6 | .811  | 0.3   | 1.1    | 1.4 | 3.0  | 0.9 | 0.0 | 1.6 | 1.6 | 8.3  |
| 1980-81   | 32   | Atlanta Hawks      | NBA  | PG   | 66  |     | 25.9 | 3.3 | 7.3  | .454 | 0.0 | 0.3 | .048 | 2.8 | 3.2 | .864  | 0.4   | 1.1    | 1.5 | 4.3  | 0.9 | 0.0 | 2.0 | 1.3 | 9.5  |
| 1981-82   | 33   | TOTAL              | NBA  | PG   | 55  | 20  | 25.3 | 4.0 | 9.1  | .446 | 0.2 | 0.5 | .345 | 2.6 | 2.9 | .887  | 0.2   | 1.3    | 1.5 | 3.4  | 0.8 | 0.1 | 1.5 | 1.7 | 10.8 |
| 1981-82   | 33   | Atlanta Hawks      | NBA  | PG   | 27  | 0   | 20.4 | 3.1 | 7.8  | .400 | 0.1 | 0.3 | .250 | 2.4 | 2.7 | .890  | 0.2   | 1.2    | 1.4 | 2.8  | 0.9 | 0.1 | 1.1 | 1.5 | 8.7  |
| 1981-82   | 33   | San Diego Clippers | NBA  | PG   | 28  | 20  | 30.0 | 4.9 | 10.3 | .479 | 0.3 | 0.8 | .381 | 2.7 | 3.1 | .884  | 0.3   | 1.3    | 1.6 | 4.0  | 0.8 | 0.1 | 1.9 | 2.0 | 12.9 |
| 1982-83   | 34   | Milwaukee Bucks    | NBA  | PG   | 66  | 0   | 14.0 | 2.6 | 5.7  | .451 | 0.1 | 0.5 | .194 | 1.0 | 1.2 | .895  | 0.2   | 1.0    | 1.2 | 1.9  | 0.4 | 0.0 | 0.7 | 0.7 | 6.2  |
| 1983-84   | 35   | TOTAL              | NBA  | PG   | 15  | 0   | 14.3 | 1.3 | 3.5  | .385 | 0.1 | 0.4 | .167 | 0.8 | 1.1 | .750  | 0.3   | 1.0    | 1.3 | 2.5  | 0.5 | 0.0 | 0.7 | 0.7 | 3.5  |
| 1983-84   | 35   | Milwaukee Bucks    | NBA  | PG   | 6   | 0   | 17.8 | 1.8 | 5.0  | .367 | 0.2 | 1.0 | .167 | 1.2 | 1.8 | .636  | 0.3   | 1.2    | 1.5 | 2.8  | 0.8 | 0.0 | 0.7 | 1.2 | 5.0  |
| 1983-84   | 35   | Atlanta Hawks      | NBA  | PG   | 9   | 0   | 12.0 | 1.0 | 2.4  | .409 | 0.0 | 0.0 |      | 0.6 | 0.6 | 1.000 | 0.3   | 0.9    | 1.2 | 2.3  | 0.3 | 0.0 | 0.7 | 0.4 | 2.6  |
| 1984-85   | 36   | Atlanta Hawks      | NBA  | PG   | 4   | 2   | 28.8 | 1.8 | 4.3  | .412 | 0.0 | 0.5 | .000 | 1.0 | 1.5 | .667  | 0.5   | 3.0    | 3.5 | 5.5  | 0.8 | 0.0 | 2.8 | 1.3 | 4.5  |
| Total     |      |                    | NBA  |      | 418 | 22  | 21.4 | 3.1 | 7.3  | .432 | 0.1 | 0.4 | .179 | 2.1 | 2.5 | .831  | 0.3   | 1.1    | 1.4 | 3.2  | 0.9 | 0.1 | 1.5 | 1.4 | 8.5  |

### Playoffs
| Temporada | Edad | Equipo          | Liga | Pos. | P  | TIT | MIN  | TC  | TCA  | %TC  | 3P  | 3PA | %3P  | TL  | TLA | %TL  | R.OF. | R.DEF. | REB | ASIS | ROB | TAP | PER | FP  | PTS  |
| 1977-78   | 29   | Atlanta Hawks   | NBA  | PG   | 2  |     | 32.5 | 5.0 | 12.0 | .417 |     |     |      | 3.5 | 4.5 | .778 | 0.0   | 2.0    | 2.0 | 1.5  | 2.0 | 0.5 | 2.5 | 2.5 | 13.5 |
| 1978-79   | 30   | Atlanta Hawks   | NBA  | PG   | 9  |     | 11.0 | 1.3 | 3.2  | .414 |     |     |      | 1.0 | 1.1 | .900 | 0.2   | 0.3    | 0.6 | 1.8  | 0.3 | 0.0 | 0.3 | 0.6 | 3.7  |
| 1979-80   | 31   | Atlanta Hawks   | NBA  | PG   | 5  |     | 30.4 | 5.8 | 11.8 | .492 | 0.2 | 0.6 | .333 | 2.2 | 2.4 | .917 | 0.0   | 1.0    | 1.0 | 4.4  | 1.2 | 0.0 | 2.2 | 2.4 | 14.0 |
| 1982-83   | 34   | Milwaukee Bucks | NBA  | PG   | 9  |     | 12.9 | 1.7 | 3.8  | .441 | 0.0 | 0.1 | .000 | 1.9 | 2.0 | .944 | 0.1   | 1.4    | 1.6 | 1.3  | 1.0 | 0.0 | 0.3 | 1.3 | 5.2  |
| Total     |      |                 | NBA  |      | 25 |     | 17.3 | 2.6 | 5.8  | .452 | 0.1 | 0.3 | .250 | 1.8 | 2.0 | .898 | 0.1   | 1.0    | 1.1 | 2.1  | 0.9 | 0.0 | 0.9 | 1.4 | 7.1  |